# 2013 a labdarúgásban
Ez a szócikk 2013 labdarúgással kapcsolatos eseményeit mutatja be.

## Az egyes labdarúgó-bajnokságok győztesei

### AFC-országok
- Ausztrália: Central Coast Mariners
- Bahrein: Busaiteen Club
- Banglades: Sheikh Russel KC
- Bhután: Yeedzin FC
- Brunei: Indera FC
- Kína: Kuangcsou Evergrande FC
- Guam: Quality Distributors
- Hong Kong: South China
- India: Churchill Brothers SC
- Irán: Esteghlal FC
- Jordánia: Shabab Al-Ordon Club
- Japán: Sanfrecce Hiroshima
- Dél-Korea: Pohang Steelers
- Libanon: Al-Safa' SC
- Szaúd-Arábia: Al Fateh SC
- Malajzia: LionsXII
- Nepál: Three Star Club
- Katar: Asz-Szadd al-Katari
- Omán: Al-Suwaiq SC
- Pakisztán: KRL FC
- Palesztina: Shabab Al-Dhahiriya SC
- Szingapúr: Tampines Rovers
- Thaiföld: Buriram United
- Türkmenisztán: HTTU Aşgabat
- Tajvan: Tatung FC
- Egyesült Arab Emírségek: Al Ain FC
- Üzbegisztán: Bunyodkor PFK

### UEFA-országok
- Albánia: KF Skënderbeu Korçë
- Andorra: FC Lusitanos la Posa
- Örményország: FA Sirak Gjumri
- Ausztria: FK Austria Wien
- Azerbajdzsán: Neftçi PFK
- Fehéroroszország:
- Belgium: RSC Anderlecht
- Bosznia-Hercegovina: FK Željezničar Sarajevo
- Bulgária: PFC Ludogorets Razgrad
- Horvátország: GNK Dinamo Zagreb
- Ciprus: APOEL FC
- Csehország: FC Viktoria Plzeň
- Dánia: FC København
- Anglia: Manchester United FC
- Észtország: FC Levadia
- Feröer-szigetek: HB Tórshavn
- Finnország: Helsingin JK
- Franciaország: Paris Saint-Germain FC
- Grúzia: SZK Dinamo Tbiliszi
- Németország: FC Bayern München
- Görögország: Olimbiakósz
- Magyarország: Győri ETO FC
- Izland: KR
- Írország: Saint Patrick’s
- Izrael: MK Makkabi Tel-Aviv
- Olaszország: Juventus FC
- Kazahsztán: Aktöbe FK
- Lettország: FK Ventspils
- Litvánia: Žalgiris Vilnius
- Luxemburg: CS Fola Esch
- Macedónia: FK Vardar
- Málta: Birkirkara FC
- Moldova: FC Sheriff Tiraspol
- Montenegró: FK Sutjeska Nikšić
- Hollandia: AFC Ajax
- Észak-Írország: Cliftonville FC
- Norvégia: Strømsgodset IF
- Lengyelország: KP Legia Warszawa
- Portugália: FC Porto
- Románia: FC Steaua București
- Oroszország: PFK CSZKA Moszkva
- San Marino: SP Tre Penne
- Skócia: Celtic FC
- Szerbia: FK Partizan
- Szlovákia: ŠK Slovan Bratislava
- Szlovénia: NK Maribor
- Spanyolország: FC Barcelona
- Svédország: Malmö FF
- Svájc: FC Basel
- Törökország: Galatasaray SK
- Ukrajna: FK Sahtar Doneck
- Wales: The New Saints FC

### OFC-országok
- Új-Zéland: Waitakere United
- Tahiti: AS Dragon
- Tonga: Lotoha'apai United

## Nemzeti kupák győztesei

### UEFA-országok
- Albánia: Laçi
- Andorra: Santa Coloma
- Anglia: Wigan Athletic
- Azerbajdzsán: Neftçi
- Belgium: KRC Genk
- Bosznia-Hercegovina: NK Široki Brijeg
- Bulgária: Beroe Sztara Zagora
- Ciprus: Apóllon Lemeszú
- Csehország: Baumit Jablonec
- Dánia: Esbjerg
- Észak-Írország: Glentoran
- Észtország: FC Flora
- Fehéroroszország: FK Minszk
- Feröer-szigetek: Víkingur Gøta
- Finnország: Rovaniemen PS
- Franciaország: Girondins de Bordeaux
- Görögország: Olimbiakósz
- Grúzia: Dinamo Tbiliszi
- Hollandia: AZ
- Horvátország: Hajduk Split
- Kazahsztán: Sahtyor Karagandi FK
- Izland: Knattspyrnufélagið Fram
- Írország: Sligo Rovers FC
- Izrael: Hapóél Ramat Gan
- Lengyelország: Legia Warszawa
- Lettország: FK Ventspils
- Liechtenstein: FC Vaduz
- Litvánia: Žalgiris Vilnius
- Luxemburg: Jeunesse Esch
- Macedónia: Teteksz
- Magyarország: Debrecen
- Málta: Hibernians
- Moldova: Tiraspol
- Montenegró: Budućnost Podgorica
- Németország: FC Bayern München
- Norvégia: Molde FK
- Olaszország: Lazio
- Oroszország: PFK CSZKA Moszkva
- Ausztria: FC Pasching
- Örményország: Pjunik
- Portugália: Vitória de Guimarães
- Románia: Petrolul Ploiești
- San Marino: La Fiorita
- Skócia: Celtic FC
- Szerbia: Jagodina
- Szlovákia: ŠK Slovan Bratislava
- Szlovénia: NK Maribor
- Spanyolország: Atlético Madrid
- Svédország: IFK Göteborg
- Svájc: Grasshopper
- Törökország: Fenerbahçe
- Ukrajna: FK Sahtar Doneck
- Wales: Prestatyn Town

## Kontinentális kupák

### Klubcsapatok
| Régió                              | Torna                                | Bajnok               | Cím |
| ---------------------------------- | ------------------------------------ | -------------------- | --- |
| AFC (Ázsia)                        | AFC-bajnokok ligája                  | Kuangcsou Evergrande | 1.  |
| AFC (Ázsia)                        | AFC-kupa                             | Kuwait SC            | 3.  |
| AFC (Ázsia)                        | Elnök kupája                         | Balkan               | 1.  |
| CAF (Afrika)                       | CAF-bajnokok ligája                  | Al-Ahly              | 8.  |
| CAF (Afrika)                       | CAF-kupa                             | Sfaxien              | 3.  |
| CAF (Afrika)                       | CAF-szuperkupa                       | Al-Ahly              | 5.  |
| CONCACAF (Észak- és Közép-Amerika) | CONCACAF-bajnokok ligája             | Monterrey            | 3.  |
| CONMEBOL (Dél-Amerika)             | Copa Libertadores                    | Atlético Mineiro     | 1.  |
| CONMEBOL (Dél-Amerika)             | Copa Sudamericana                    | Lanús                | 1.  |
| CONMEBOL (Dél-Amerika)             | Recopa Sudamericana                  | Corinthians          | 1.  |
| OFC (Óceánia)                      | OFC-bajnokok ligája                  | Auckland City        | 5.  |
| UEFA (Európa)                      | UEFA-bajnokok ligája                 | Bayern München       | 5.  |
| UEFA (Európa)                      | Európa-liga                          | Chelsea              | 1.  |
| UEFA (Európa)                      | UEFA-szuperkupa                      | Bayern München       | 1.  |
| UAFA (Arab országok)               | Arab Bajnokok Ligája                 | USM Alger            | 1.  |
| UAFA (Arab országok)               | Perzsa-öbölbeli Kupagyőztesek Kupája | Baniyas              | 1.  |
| FIFA (Nemzetközi)                  | FIFA-klubvilágbajnokság              | Bayern München       | 1.  |

### Válogatottak
| Régió                              | Torna                          | Bajnok                                       |
| ---------------------------------- | ------------------------------ | -------------------------------------------- |
| FIFA (Nemzetközi)                  | Konföderációs kupa             | Brazília (4. cím) Spanyolország Olaszország  |
| FIFA (Nemzetközi)                  | U17-es világbajnokság          | Nigéria (4. cím) Mexikó Svédország           |
| FIFA (Nemzetközi)                  | U20-as világbajnokság          | Franciaország (1. cím) Uruguay Ghána         |
| CAF (Afrika)                       | Afrikai nemzetek kupája        | Nigéria (3. cím) Burkina Faso Mali           |
| CAF (Afrika)                       | U20-as afrikai nemzetek kupája | Egyiptom (4. cím) Ghána Nigéria              |
| CAF (Afrika)                       | U17-es afrikai nemzetek kupája | Elefántcsontpart (1. cím) Nigéria Tunézia    |
| UEFA (Európa)                      | U17-es Európa-bajnokság        | Oroszország (3. cím) Olaszország             |
| UEFA (Európa)                      | U19-es Európa-bajnokság        | Szerbia (1. cím) Franciaország               |
| UEFA (Európa)                      | U21-es Európa-bajnokság        | Spanyolország (4. cím) Olaszország           |
| CONCACAF (Észak- és Közép-Amerika) | CONCACAF-aranykupa             | Egyesült Államok (8. cím) Panama             |
| CONCACAF (Észak- és Közép-Amerika) | U17-es CONCACAF-kupa           | Mexikó (5. cím) Panama Kanada                |
| CONCACAF (Észak- és Közép-Amerika) | U20-as CONCACAF-kupa           | Mexikó (12. cím) Egyesült Államok Salvador   |
| OFC (Óceánia)                      | U17-es OFC-kupa                | Új-Zéland (5. cím) Új-Kaledónia Vanuatu      |
| OFC (Óceánia)                      | U20-as OFC-kupa                | Új-Zéland (5. cím) Fidzsi-szigetek Vanuatu   |
| CONMEBOL (Dél-Amerika)             | U17-es dél-amerikai kupa       | Argentína Venezuela Brazília                 |
| CONMEBOL (Dél-Amerika)             | U20-as dél-amerikai kupa       | Kolumbia (3. cím) Paraguay Uruguay           |
| UNCAF (Közép-Amerika)              | Copa Centroamericana           | Costa Rica (7. cím) Honduras Salvador        |
| UAFA (Arab országok)               | Öböl-kupa                      | Egyesült Arab Emírségek (2. cím) Irak Kuvait |